# Louise Eek
Louise Eek, född 1957, är en svensk journalist, författare och debattör. Hon har deltagit i debatten om sexköp, pornografi och prostitution, där hon utfrån egna erfarenheter som strippa och prostituerad argumenterar mot prostitutionsliberalism. Hon är verksam som föreläsare och hennes böcker har uppmärksammats av media.
Hon var en av initiativtagarna till nätverket PRIS - Prostituerades Rätt/Revansch i Samhället.
Hon arbetar (2017) sedan 2011 som vittnesstödssamordnare för brottsofferjouren i Helsingborg.